# Конрад фон Фалкенберг
Конрад фон Фалкенберг (на немски: Konrad von Falkenberg, „Kunzmann“, † 1417) е рицар от фамилията Фалкенберг в Северен Хесен през 14/15 век.
Той е син на знатния Вернер II фон Фалкенберг, който от 1374 до 1382 г. е оберамтман на Майнц.
Конрад живее в замък Херцберг. Той е член на рицарски съюз. На 5 юни 1400 г. близо до Фрицлар той убива, заедно с граф Хайнрих VII фон Валдек и рицар Фридрих фон Хертингсхаузен, кандидата за немски крал херцог Фридрих I от Брауншвайг-Волфенбютел, нежелан от архиепископа на Майнц Йохан II.
Крал Рупрехт задължава убийците на 3 февруари 1402 г. като опрощение да подарят един олтар с непрекъсната литургия за душата в катедралата Св. Петър във Фрицлар.

## Фамилия
Конрад има син Вернер († 1441), който го наследява и живее в замък Херцберг. През 1417 г. той продава замъка на ландграф Лудвиг I от Хесен. С Вернер изчезва Херцбергската линия на Фалкенбергите.